# Кембъл (окръг, Уайоминг)
Вижте пояснителната страница за други значения на Кембъл.
Окръг Кембъл (на английски: Campbell County) е окръг в щата Уайоминг, Съединени американски щати. Площта му е 12 437 km², а населението – 48 803 души (2016). Административен център е град Джилет.